# 신팔균
신팔균(申八均, 1882년 음력 5월 19일 ~ 1924년 양력 7월 2일)은 한국의 독립 운동가이다. 신동천(申東川)이라고도 한다. 충북 진천(鎭川) 출신이다.

## 생애

### 출생
한성부에서 대대로 무관 벼슬을 지낸 집안에서 태어났다. 고조부인 신홍주와 할아버지인 신헌, 아버지 신석희가 모두 고위 무관이었다. 특히 병조판서를 지낸 신헌은 강화도 조약과 조미수호통상조약을 협상, 체결한 인물이다.

### 무관 생활
이런 집안에서 자랐기에 신팔균도 자연스럽게 대한제국의 군인으로 성장하였고, 1900년 대한제국 육군무관학교에 입교, 제2기로 졸업한 뒤 1902년 육군 참위로 임관했다. 1904년 부위, 1907년에 정위로 진급, 강계진위대(江界鎭衛隊)에 근무하였다.

### 비밀결사 가담
1907년 8월 일본에 의해 대한제국 군대가 해산당하자 신팔균은 군 복무를 그만두고 낙향하여 향리인 진천군 이월면(梨月面) 노원리(老院里)에서, 이월청년학교(梨月靑年學校)를 설립하였다. 1909년 안희제, 서상일 등이 조직한 비밀 결사 대동청년당(大東靑年黨)에 가담하면서 독립 운동에 뛰어들었다. 경남 동래에서 결성되어 영남 지역을 중심으로 확산된 대동청년당에는 윤세복, 김동삼, 이원식(李元植), 김사용(金思容), 윤병호(尹炳浩) 등 80여 명이 참가하여 국권회복을 위한 비밀활동을 하였다.

### 무장투쟁
1910년 한일 병합 조약이 체결되자 만주로 망명했고, 연해주 등 여러 곳을 살펴보다가 국내에서 신민회 회원들이 다수 망명해온 서간도에서 활동하기로 결정했다. 그는 서로군정서와 신흥무관학교 등 서간도의 핵심 독립 운동 기지에 참여하였고, 대한제국 장교 출신의 경험을 살려 신흥무관학교 교관으로 근무하면서 많은 독립 운동가들을 양성했다.
이무렵 그는 일본육군사관학교를 졸업하고 일본군 장교로 임관했다가 만주로 탈출해온 지청천, 김경천과 만나게 되었는데, 마음이 통한 세 사람은 '하늘 천(天)'자를 넣어 새 이름을 지어 가졌다고 한다. 신팔균은 '동천(東川)'이라는 별명을 갖게 되었으며, 사람들은 세 사람을 묶어 '남만삼천(南滿三天)'이라고 불렀다.
1919년 정안립(鄭安立) 등 39명의 동지들과 함께 대한독립선언서를 발표하였다.
1920년 경신참변 이후 남만주 지역으로 이동한 뒤, 1922년 6월 서로군정서와 대한독립단, 광한단 등 8단9회(八團九會)의 여러 무장독립운동 단체들이 집결하여 군정부 성격인 대한통군부(大韓統軍府)로 통합되고, 2개월 뒤 다시 대한통의부(大韓統義府)가 설치되자 대한통의부 의용군의 사령장(司令長)과 군사부 위원장을 맡았다. 대한통의부 의용군은 국내로 진공하여 평안북도 등에서 일본 경찰과 전투를 벌이는 등의 전적을 쌓았다. 내부 이념적 갈등으로 의군부(義軍府)가 분리되고 참의부(參義府)로 이탈하여 세력이 약해진 대한통의부를 현익철(玄益哲)·김창환(金昌煥) 등과 힘을 모아 재건, 강화하기 위하여 노력하였다.

### 최후
1924년 7월 2일 독립군의 훈련지인 흥경현 왕청문 이도구(興京縣 旺淸門 二道溝) 밀림 속에서 무관학교 생도와 독립군 합동군사훈련 중, 중국인 마적의 기습 공격에 총상을 입고 사망했다. 그는 죽는 순간까지도 일제가 아닌 중국인들과 싸우다 전사하는 것을 억울하게 생각했다 하나, 이들 마적단의 기습은 일제의 사주에 의한 것임이 밝혀졌다.

## 사후
- 대한민국 정부는 그의 공훈을 기려 1963년 건국훈장 독립장을 추서하였다.
- 남편이 전사한 후 부인 임수명도 자결하였는데, 대한민국 정부는 1990년 건국훈장 애국장을 추서하였다.

## 가족
- 부인 임수명(1894~1924)
  - 딸 신계영(?~1924)
  - 아들 신현충
  - 아들 신현택
  - 아들 신현길(?~1923)
  - 아들 ?

## 참고자료
- 대한민국 국가보훈처, 이 달의 독립 운동가 상세자료 - 신팔균[깨진 링크(과거 내용 찾기)], 1994년
- 동아일보 1924년 8월 10일자 '신팔균전사후보', 'http://newslibrary.naver.com/viewer/index.nhn?articleId=1924081000209202001&editNo=1&printCount=1&publishDate=1924-08-10&officeId=00020&pageNo=2&printNo=1443&publishType=00020'